# Hyphodontia lanata
Hyphodontia lanata är en svampart som beskrevs av Burds. & Nakasone 1981. Hyphodontia lanata ingår i släktet Hyphodontia och familjen Schizoporaceae.   Inga underarter finns listade i Catalogue of Life.